# Koalicja jamajska

Koalicja jamajska nawiązuje do barw na fladze Jamajki

Koalicja jamajska (niem. Jamaika-Koalition), nazywana inaczej koalicją czarno-zielono-żółtą lub koalicją czarnej sygnalizacji świetlnej (niem. schwarze Ampel, w skrócie Schwampel) – w Niemczech termin oznaczający koalicję rządową złożoną z Unii Chrześcijańsko–Demokratycznej/Unii Chrześcijańsko–Społecznej (CDU/CSU), Zielonych oraz Wolnej Partii Demokratycznej (FDP).
Nazwa dla tej koalicji nawiązuje do kolorów partyjnych formacji, które je tworzą i które są identyczne jak na fladze narodowej Jamajki. Dla CDU/CSU jest to kolor czarny, Zielonych – zielony oraz dla FDP – żółty. Nawiązuje również do egzotyki takiej koalicji.

## Historia
Koalicja jamajska była rozpatrywana po wyborach w 2005, jednak politycy FDP oświadczyli, że wolą pozostać w opozycji niż tworzyć rząd z Zielonymi bądź Socjaldemokratyczną Partią Niemiec (SPD).
Po wyborach do Bundestagu w 2017 i zerwaniu wielkiej koalicji CDU/CSU-SPD najbardziej prawdopodobnym scenariuszem sformowania czwartego gabinetu Angeli Merkel było właśnie zawarcie koalicji jamajskiej, jednakże rozmowy koalicyjne zostały zerwane 20 listopada 2017.
Na szczeblu samorządowym pierwszym landem, w którym zawarto koalicję między CDU, FDP i Zielonymi, była Saara w 2009, jednak ta rozpadła się w 2012. W 2017 roku koalicja jamajska została utworzona w landzie Szlezwik-Holsztyn, na czele z premierem Danielem Güntherem z CDU.

## W innych krajach
W Belgii koalicja jamajska oznacza wspólny rząd chadeków (CD&V i cdH), liberałów (Open VLD i MV) i zielonych (Groen i Ecolo), mimo że kolory partii (np. pomarańczowy i niebieski) nie odpowiadają układowi flagi jamajskiej. Jednak koalicja taka nigdy jeszcze nie doszła do skutku na poziomie federalnym, regionalnym czy prowincjalnym.
W Austrii termin ten odnosi się do koalicji Austriackiej Partii Ludowej (ÖVP), Zielonych (Grünen) i NEOS, jednak również w tym przypadku kolory nie odpowiadają kolorom niemieckiej konstelancji; nazywana jest Dirndl-Koalition. Obecnie od 2018 rządzi w Salzburgu.